# خالد احمد محمد
خالد احمد محمد (عربی: خالد احمد محمد؛ زادهٔ ۱۲ اوت ۱۹۷۶) تیرانداز اهل بحرین است. وی در بازی‌های المپیک تابستانی ۲۰۰۴ شرکت کرده‌است.